# Środa Śląska
Środa Śląska (Neumarkt in Schlesien) este un oraș în Polonia.